# Carry On-film
Carry On-filmerna är en serie brittiska komedier, 31 filmer som producerades mellan 1958 och 1992. Flertalet filmer gick upp på bio i Sverige och då hade frasen Carry On… översatts till Nu tar vi…

## Produktion
Samtliga filmer producerades av Peter Rogers och regisserades av Gerald Thomas. Norman Hudis skrev manus till de sex första filmerna mellan 1958 och 1962. Talbot Rothwell tog sedan över manusskrivandet till de följande 20 filmerna fram till 1974. Anglo-Amalgamated producerade 12 filmer mellan 1958 och 1966 och Rank Organisation gjorde 18 filmer mellan 1966 och 1978. United International Pictures producerade den sista filmen i serien 1992. Filmerna spelades in i Pinewood Studios i Buckinghamshire. På grund av den snålt tilltagna budgeten spelades alla utomhusscener in i den närmaste omgivningen.

## Handling
De första filmerna tog upp ämnen som rörde publikens vardag, såsom värnplikten, sjukvården, skolan och polisen. Med tiden utvecklades humorn mot klassisk brittisk music hall-tradition med rena parodier på spionfilmer, västernfilmer och Hammer Film Productions skräckfilmer.
Carry On-filmerna drog ofta stor publik men sågades vanligen av kritikerna.

## Skådespelare
Filmerna hade en kärna av skådespelare som återkom i film efter film och spelade samma typ av karaktär.
- Kenneth Williams (26 filmer)
- Joan Sims (24 filmer)
- Charles Hawtrey (23 filmer)
- Sid James (19 filmer)
- Kenneth Connor (17 filmer)
- Peter Butterworth (16 filmer)
- Hattie Jacques (14 filmer)
- Bernard Bresslaw (14 filmer)
- Jim Dale (11 filmer)
- Peter Gilmore (11 filmer)
- Barbara Windsor (10 filmer)
- Patsy Rowlands (9 filmer)
- Terry Scott (7 filmer)
- Joan Hickson (5 filmer)

## Filmer
- 1958 – Nu tar vi sergeanten
- 1959 – Nu tar vi tempen
- 1959 – Nu tar vi magistern
- 1960 – Nu tar vi polisen
- 1961 – Nu tar vi på oss allt
- 1962 – Nu tar vi till sjöss!
- 1963 – Nu tar vi taxin
- 1963 – Nu tar vi sjörövaren
- 1964 – Nu tar vi spionen
- 1964 – Nu tar vi Cleopatra
- 1965 – Carry on Cowboy
- 1966 – Carry on Screaming
- 1966 – Tappa inte huvudet
- 1967 – Främlingslegionen
- 1967 – Ta mig på sängen, doktorn
- 1968 – Nu tar vi vicekungen i Khyberdalen
- 1969 – Nu tar vi camping
- 1969 – Nu tar vi häcken
- 1970 – Nu tar vi Tarzan
- 1970 – Nu tar vi äktenskapet
- 1971 – Kom igen Henry
- 1971 – Carry On at Your Convenience
- 1972 – Nu knycker vi p-piller
- 1972 – Carry On Abroad
- 1973 – Kom igen tjejer
- 1974 – Carry On Dick
- 1975 – Nu tar vi romarna
- 1976 – Nu tar vi England!
- 1977 – That's Carry On!
- 1978 – Det våras för Emmanuelle
- 1992 – Kom igen Columbus